# Ordre de bataille lors de la bataille de Sacile
Pour un article plus général, voir Bataille de Sacile.
Ordre de bataille lors de la bataille de Sacile est la liste des forces en présence lors de la bataille de Sacile qui se déroule le 16 avril 1809 à Sacile, lors de la campagne d'Allemagne et d'Autriche, et oppose l'armée française d'Italie commandée par le vice-roi Eugène de Beauharnais à l'armée autrichienne de l'archiduc Jean d'Autriche. Après avoir contenu avec succès les assauts français dans la matinée, les Autrichiens lancent une contre-attaque qui décide de la victoire en refoulant les Franco-Italiens du champ de bataille.
Pour cette bataille, les forces en présence s'équilibrent de part et d'autre : 37 000 hommes pour Eugène contre 39 000 hommes pour l'archiduc Jean.

## Armée franco-italienne

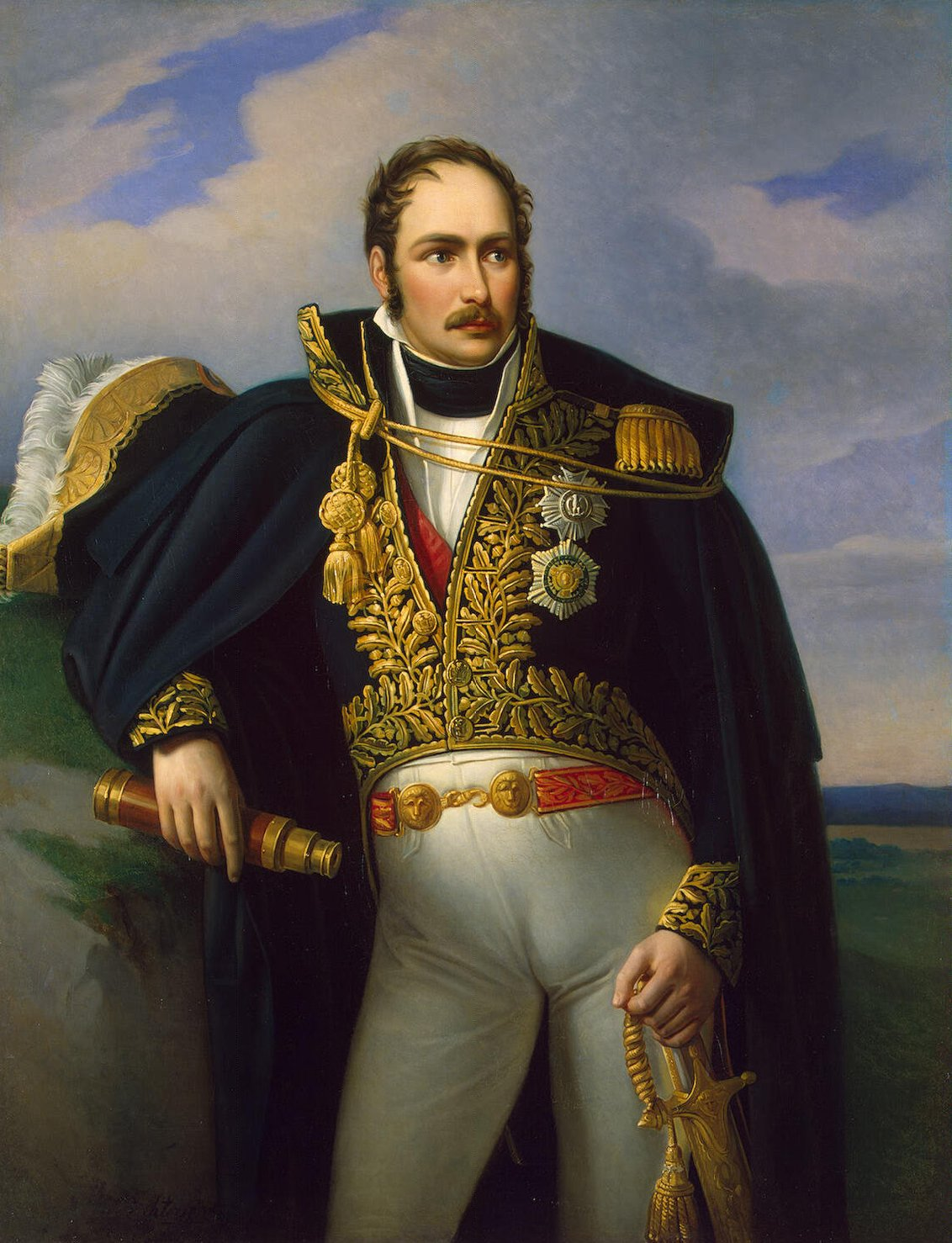
Le vice-roi Eugène de Beauharnais, commandant en chef l'armée franco-italienne. Huile sur toile de Johann Heinrich Richter, vers 1830.

Armée du royaume d'Italie : vice-roi Eugène de Beauharnais, commandant en chef
- Chef d'état-major : général de division Henri François Marie Charpentier

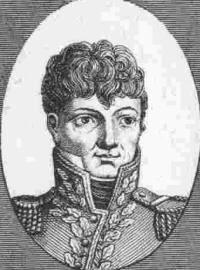
Jean-Baptiste Broussier.

- Artillerie : général de division Jean-Barthélemot Sorbier — 12 canons
  - Batterie à pied — canons de 12 livres et obusiers, 6 pièces
  - Batterie à pied — canons de 12 livres et obusiers, 6 pièces
- 1re division : général de division Jean-Mathieu Seras
  - 1re brigade : général de brigade Louis Gareau
    - 35e régiment d'infanterie de ligne — 2 800 hommes, 4 bataillons[2]
    - 53e régiment d'infanterie de ligne — 2 800 hommes, 4 bataillons

  - 2e brigade : général de brigade Jean-Claude Roussel
    - 106e régiment d'infanterie de ligne — 2 800 hommes, 4 bataillons

  - Artillerie attachée : 12 canons
    - Batterie à pied — quatre canons de 8 livres et deux obusiers de 6 pouces
    - Batterie à pied — quatre canons de 4 livres et deux obusiers de 6 pouces

- 2e division : général de division Jean-Baptiste Broussier
  - 1re brigade : général de brigade Joseph Marie Dessaix
    - 9e régiment d'infanterie de ligne — 2 800 hommes, 4 bataillons

  - 2e brigade : général de brigade Jacques Dutruy
    - 84e régiment d'infanterie de ligne — 2 800 hommes, 4 bataillons
    - 92e régiment d'infanterie de ligne — 2 800 hommes, 4 bataillons
    - 24e régiment de dragons — 125 hommes, 4e escadron

  - Artillerie attachée : 12 canons
    - Batterie à pied — quatre canons de 8 livres et deux obusiers de 6 pouces
    - Batterie à pied — quatre canons de 4 livres et deux obusiers de 6 pouces

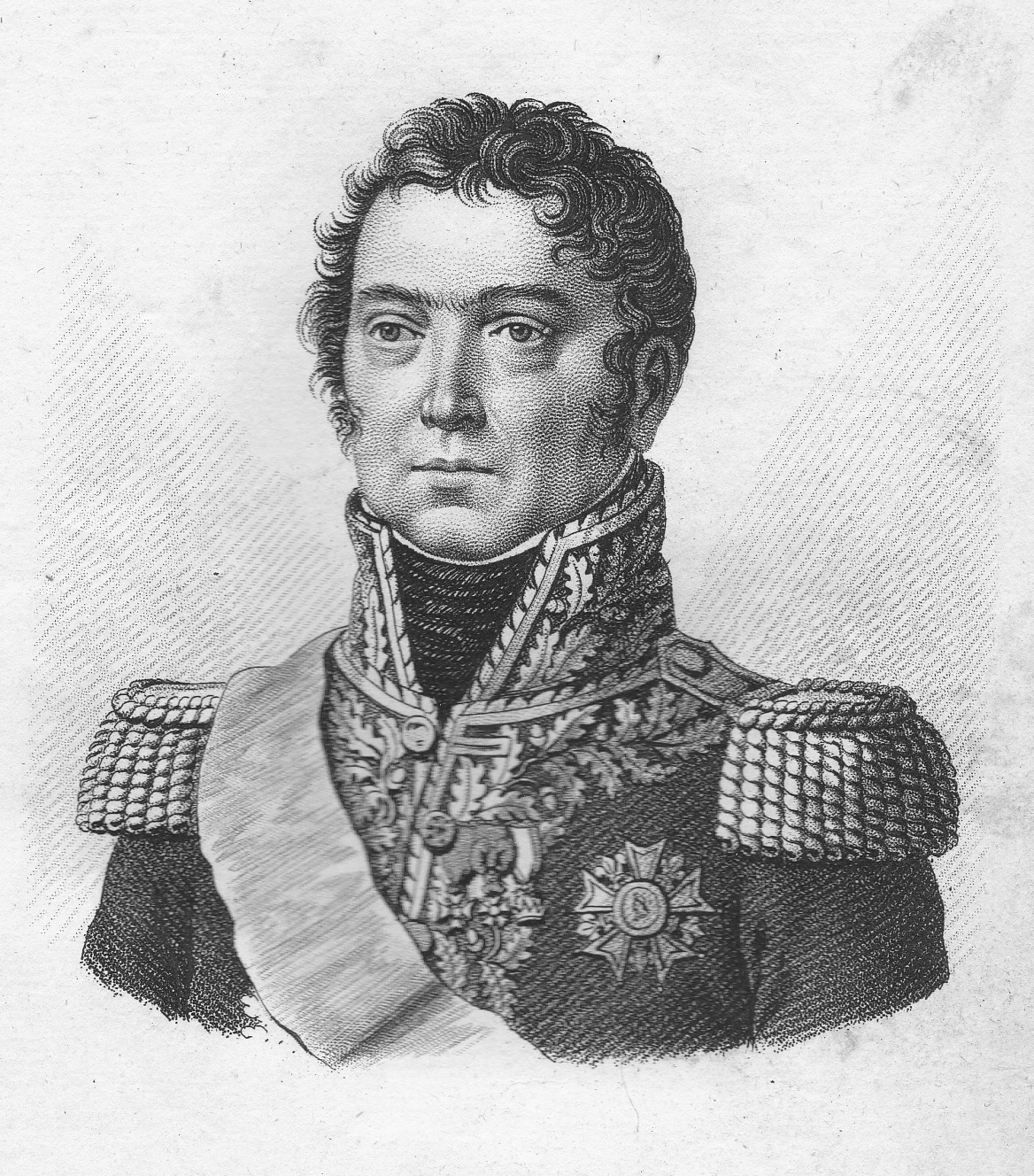
Paul Grenier.

- 3e division : général de division Paul Grenier
  - 1re brigade : général de brigade Louis Jean Nicolas Abbé
    - 1er régiment d'infanterie légère — 700 hommes, 4 bataillons
    - 1er régiment d'infanterie de ligne — 2 800 hommes, 4 bataillons

  - 2e brigade : général de brigade François-Antoine Teste
    - 52e régiment d'infanterie de ligne  — 2 800 hommes, 4 bataillons
    - 102e régiment d'infanterie de ligne — 2 800 hommes, 4 bataillons
    - Régiment de dragons italiens Napoleone — 125 hommes, 1 escadron

  - Artillerie attachée : 12 canons
    - Batterie à pied — six canons de 8 livres
    - Batterie à pied — quatre canons de 4 livres et deux obusiers de 6 pouces

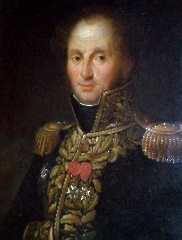
Gabriel Barbou des Courières.

- 4e division : général de division Gabriel Barbou des Courières
  - 1re brigade : général de brigade Jean-Claude Moreau
    - 8e régiment d'infanterie légère — 1 450 hommes des 3e et 4e bataillons
    - 18e régiment d'infanterie légère — 1 400 hommes des 3e et 4e bataillons
    - 5e régiment d'infanterie de ligne — 1 400 hommes des 3e et 4e bataillons
    - 11e régiment d'infanterie de ligne — 700 hommes du 4e bataillon[3]

  - 2e brigade : général de brigade Claude Roize
    - 23e régiment d'infanterie de ligne — 1 400 hommes des 3e et 4e bataillons
    - 60e régiment d'infanterie de ligne — 1 400 hommes des 3e et 4e bataillons
    - 79e régiment d'infanterie de ligne — 1 350 hommes des 3e et 4e bataillons
    - 87e régiment d'infanterie de ligne — 1 400 hommes des 3e et 4e bataillons

  - Artillerie attachée : 12 canons
    - Batterie à pied — quatre canons de 8 livres et deux obusiers de 6 pouces
    - Batterie à pied — quatre canons de 4 livres et deux obusiers de 6 pouces

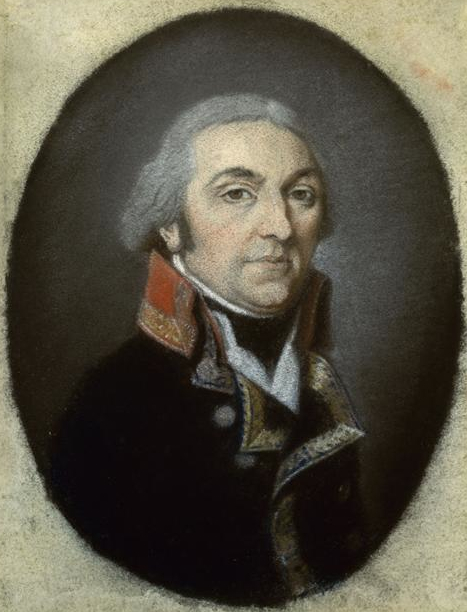
Louis Michel Antoine Sahuc.

- Division de cavalerie légère : général de division Louis Michel Antoine Sahuc
  - Brigade de cavalerie : général de brigade Joseph Pagès
    - 6e régiment de chasseurs à cheval — 600 hommes, 4 escadrons
    - 8e régiment de chasseurs à cheval — 850 hommes, 4 escadrons
    - 25e régiment de chasseurs à cheval — 600 hommes, 4 escadrons
    - 6e régiment de hussards — 750 hommes, 4 escadrons

  - Artillerie attachée : 6 canons
    - Batterie à cheval — quatre canons de 8 livres et deux obusiers de 6 pouces
- 1re division italienne : général de division Philippe Eustache Louis Severoli
  - 1re brigade : général de brigade Antoine Louis Ignace Bonfanti
    - 1er régiment d'infanterie de ligne italien — 2 800 hommes, 4 bataillons
    - 2e régiment d'infanterie de ligne italien — 2 100 hommes du 3e bataillon

  - 2e brigade : général de brigade Luigi Gaspare Peyri
    - 7e régiment d'infanterie de ligne italien — 2 100 hommes des 2e, 3e et 4e bataillons
    - Régiment d'infanterie dalmate — 1 400 hommes, 2 bataillons
    - Régiment de chasseurs à cheval italiens — 125 hommes, 1 escadron

  - Artillerie attachée : 12 canons, 450 artilleurs
    - Batterie à pied italienne — quatre canons de 8 livres et deux obusiers de 6 pouces
    - Batterie à pied italienne — quatre canons de 8 livres et deux obusiers de 6 pouces

## Armée autrichienne

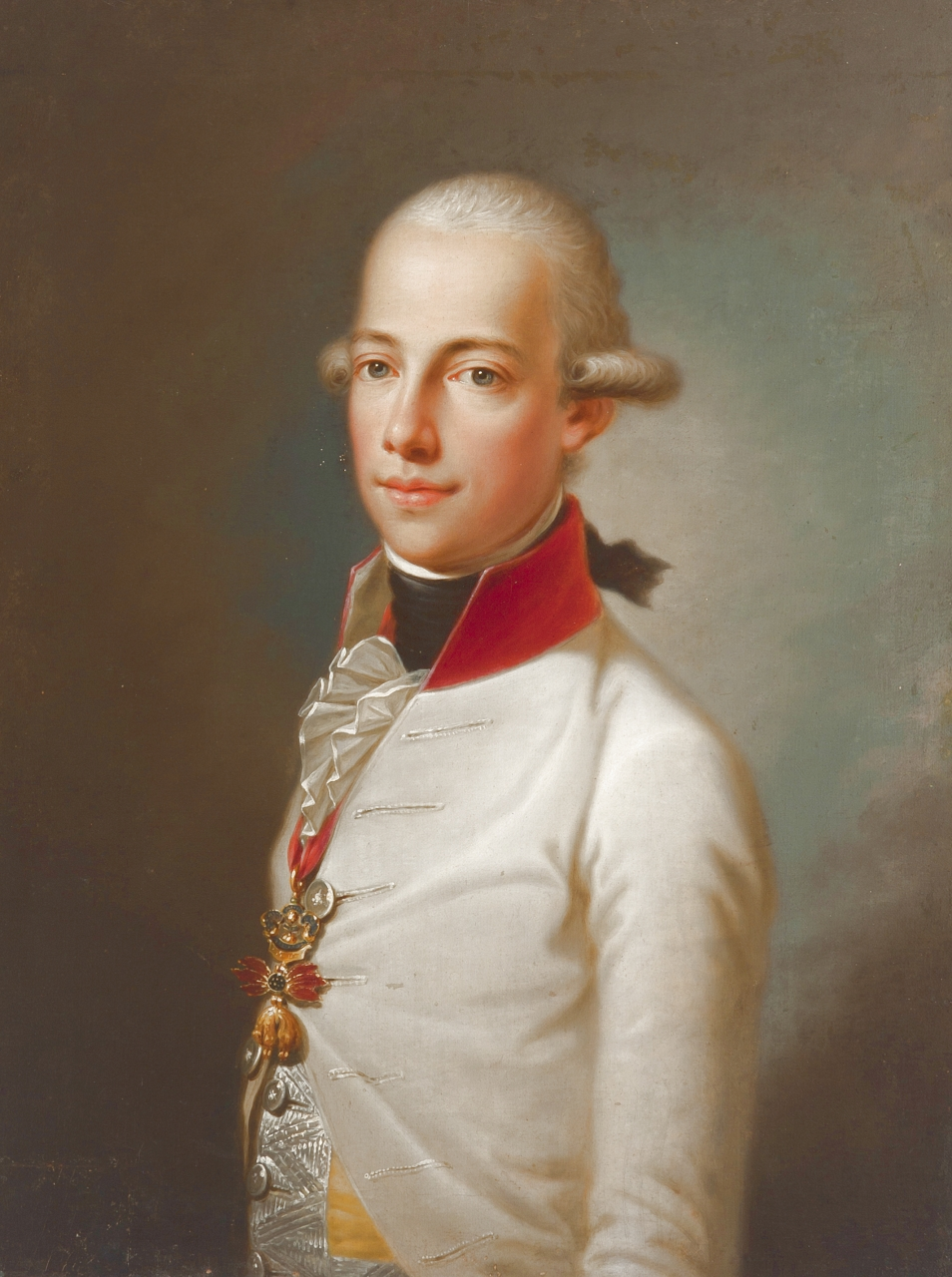
L'archiduc Jean d'Autriche, commandant en chef l'armée autrichienne en Italie. Huile sur toile de Joseph Hickel, palais de Caserte.

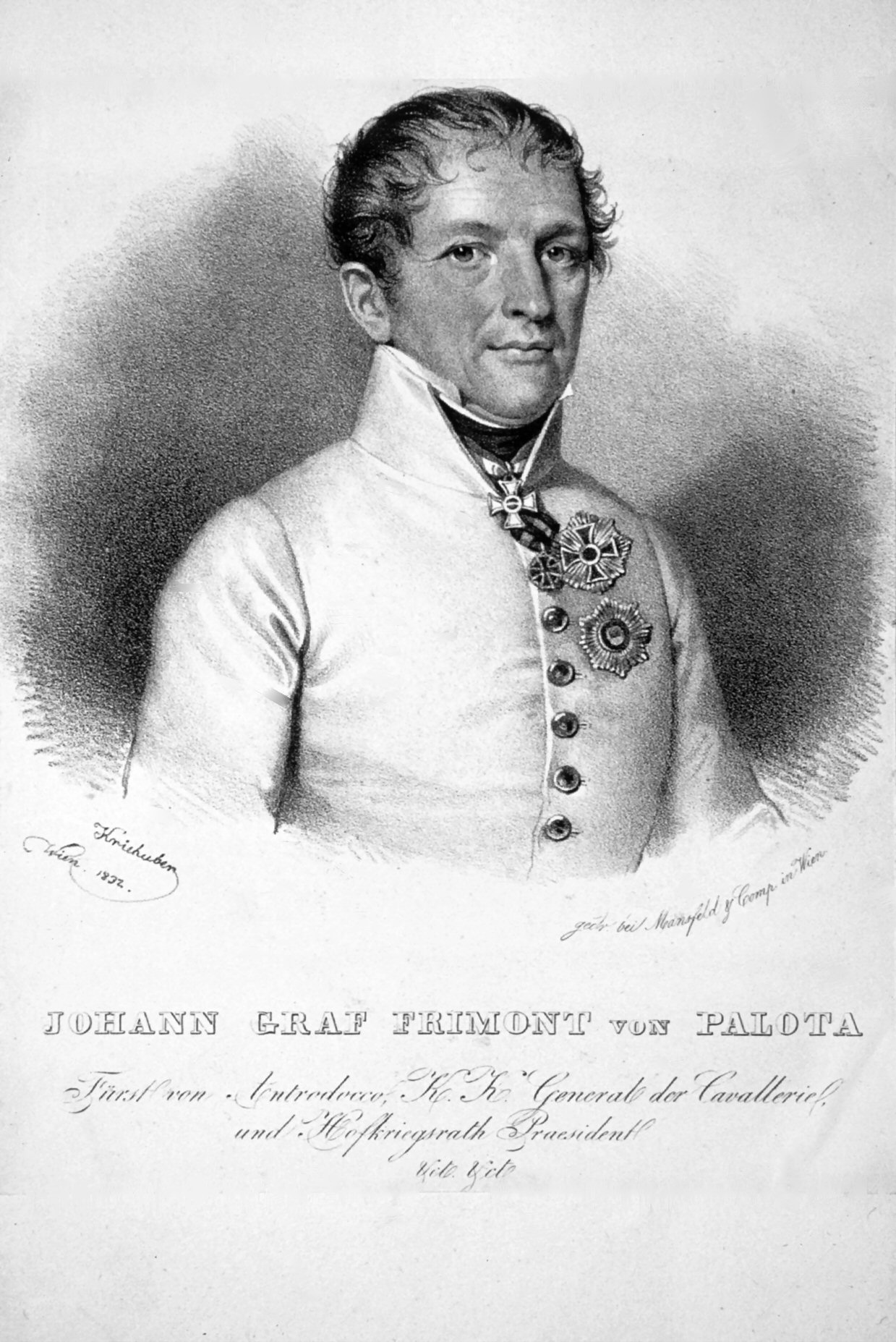
Le Feldmarschall-Leutnant Johann Maria Philipp Frimont, commandant l'avant-garde autrichienne. Lithographie de Josef Kriehuber, 1832.

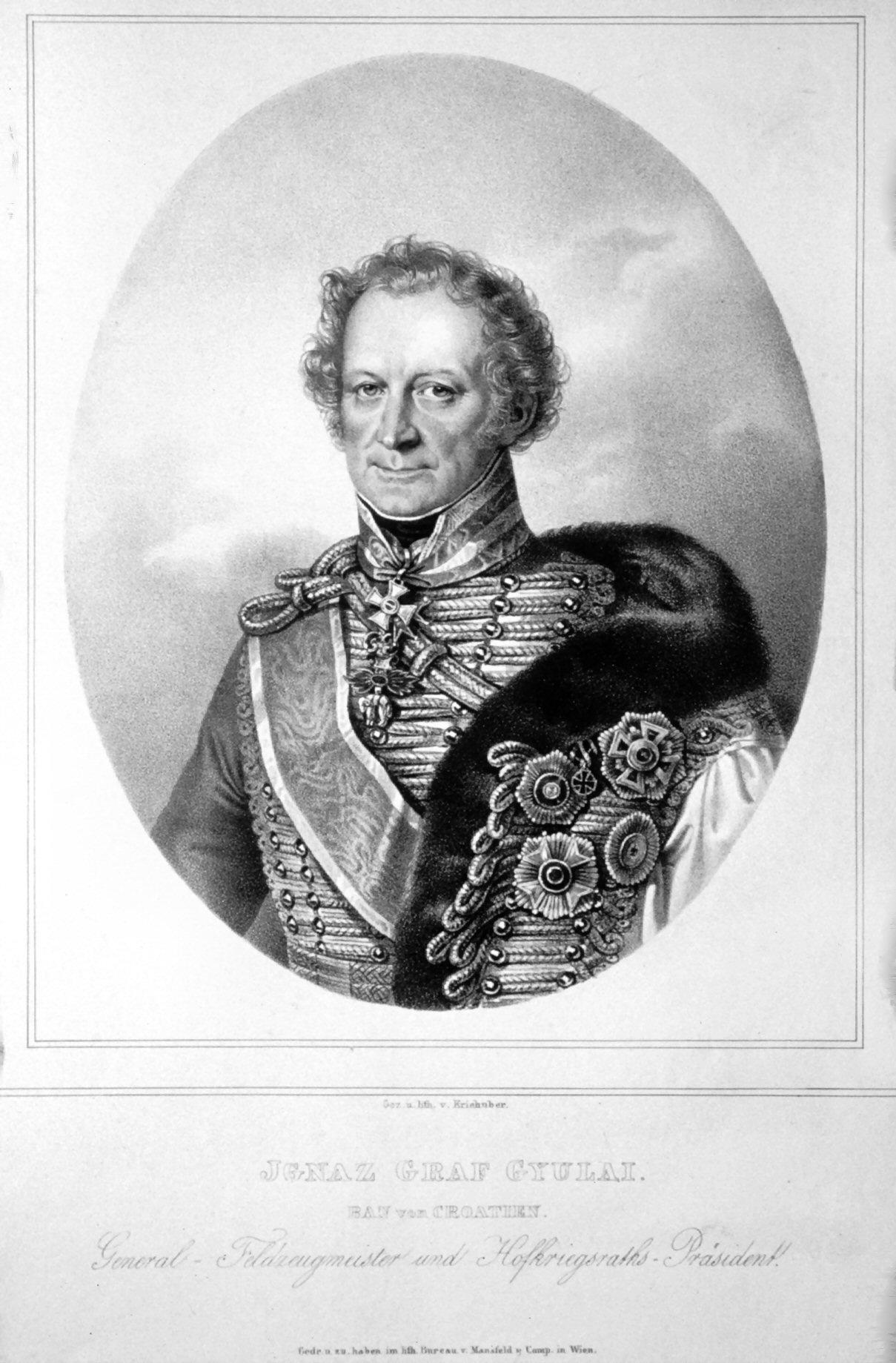
Le Feldmarschall-Leutnant Ignácz Gyulay, commandant en chef le 9e Armeekorps. Lithographie de Josef Kriehuber, 1830.

Armée d'Autriche : General der Kavallerie archiduc Jean d'Autriche, commandant en chef
- Chef d'état-major : oberst Laval Nugent von Westmeath[5]
- Commandant l'artillerie : général-major Anton Reisner[5]
- Avant-garde : Feldmarschall-Leutnant Johann Maria Philipp Frimont
  - Brigade : général-major Josef Schmidt
    - Régiment d'infanterie no 52 Archiduc François-Charles — 1 bataillon
    - Régiment d'infanterie no 62 Franz Jellacic — 1 bataillon

  - Brigade : général-major Joseph Wetzel[6]
    - Régiment de Grenzers no 10 1er Banal — 1⅔ bataillon
    - Régiment de hussards no 5 Ott — 2 escadrons
- 8e Armeekorps : Feldmarschall-Leutnant Albert Gyulai
  - Artillerie : major Johann von Fasching[5]
    - Batterie de position de 12 livres — 6 canons
    - Batterie de brigade de 3 livres — 8 canons

  - Brigade : général-major Hieronymus Karl von Colloredo-Mansfeld
    - Régiment d'infanterie no 27 Strassoldo — 2 bataillons
    - Régiment d'infanterie no 61 Saint-Julien — 2 bataillons
    - Batterie de brigade de 3 livres — 8 canons

  - Brigade : général-major Anton Gajoli
    - Régiment d'infanterie no 62 Franz Jellacic — 2 bataillons
    - Régiment d'infanterie no 53 Johann Jellacic — 2 bataillons
    - Régiment de Grenzers no 11 2d Banal — 1 bataillon
    - Demi-batterie Grenz de 3 livres — 4 canons

  - Brigade : oberst Wilhelm von Fulda
    - Régiment de hussards no 5 Ott — 4 escadrons
    - Régiment de chevau-légers no 2 Hohenzollern — 4 escadrons
- 9e Armeekorps : Feldmarschall-Leutnant Ignácz Gyulay
  - Artillerie : oberstleutnant Johann von Callot[5]
    - Batterie de position de 12 livres — 6 canons
    - Batterie de brigade de 6 livres — 8 canons
    - Batterie de brigade de 3 livres — 8 canons

  - Brigade : général-major Johann Kalnássy
    - Régiment d'infanterie no 43 Simbschen — 3 bataillons
    - Batterie de brigade de 3 livres — 8 canons

  - Brigade : général-major Alois von Gavasini
    - Régiment d'infanterie no 13 Reisky — 3 bataillons
    - Régiment de Grenzers no 2 Ottocaner — ½ bataillon

  - Brigade : général-major Franz Marziani
    - Régiment d'infanterie no 19 Alvinczi — 3 bataillons
    - Régiment de Grenzers no 3 Oguliner — 2 bataillons
    - Batterie de brigade de 3 livres — 8 canons

  - Détachement : oberst Anton Volkmann
    - Régiment de Grenzers no 2 Banal — 1 bataillon
    - Régiment d'infanterie no 53 Johann Jellacic — 1 bataillon
    - Régiment de hussards no 5 Ott — 2 escadrons
    - Régiment de hussards no 2 Archiduc Joseph — 2 escadrons

  - Brigade : général-major Johann Peter Kleinmayer
    - Régiment de Grenzers no 4 Szluiner — 2 bataillons
    - Bataillon de grenadiers Salamon
    - Bataillon de grenadiers Janusch
    - Bataillon de grenadiers Chimani
    - Bataillon de grenadiers Mühlen
    - Batterie de brigade de 3 livres — 8 canons

  - Brigade : général-major Ignaz Sebottendorf
    - Landwehr de Graz — 3 bataillons
    - Bataillon du corps franc Dumontet
- Division de cavalerie : Feldmarschall-Leutnant Christian Wolfskeel von Reichenberg
  - Brigade : général-major Ignaz Splényi
    - Régiment de hussards no 9 Frimont — 4 escadrons
    - Régiment de hussards no 2 Archiduc Joseph — 6 escadrons

  - Brigade : général-major Johann Hager von Altensteig
    - Régiment de dragons no 2 Hohenlohe — 6 escadrons
    - Régiment de dragons no 5 Savoyen — 6 escadrons